# Walter Kusch
Walter Kusch, né le 31 mai 1954 à Hildesheim, est un nageur allemand ayant représenté la RFA.

## Carrière
Walter Kusch participe aux Jeux olympiques de 1976 à Montréal et il remporte la médaille de bronze dans l'épreuve du relais 4 × 100 m 4 nages avec ses coéquipiers Klaus Steinbach, Michael Kraus et Peter Nocke. Il est notamment connu pour avoir expérimenté avec son équipe olympique, l'envoi d'air dans les intestins pour une meilleure flottabilité.

## Palmarès

### Championnats d'Europe
- Championnats d'Europe 1970 à Barcelone (Espagne)
  -  Médaille de bronze du 200 m brasse
- Championnats d'Europe 1974 à Vienne (Autriche)
  -  Médaille d'or du relais 4 × 100 m 4 nages
  -  Médaille d'argent du 100 m brasse
- Championnats d'Europe 1977 à Jönköping (Suède)
  -  Médaille de bronze du 100 m brasse
  -  Médaille de bronze du 200 m brasse